# Біскупін (Нижньосілезьке воєводство)
Біскупін (пол. Biskupin, нім. Bischdorf) — село в Польщі, у гміні Хойнув Леґницького повіту Нижньосілезького воєводства.
Населення — 261 особа (2011).
У 1975-1998 роках село належало до Легницького воєводства.

## Демографія
Демографічна структура станом на 31 березня 2011 року:
|          | Загалом | Допрацездатний вік | Працездатний вік | Постпрацездатний вік |
| -------- | ------- | ------------------ | ---------------- | -------------------- |
| Чоловіки | 132     | 24                 | 83               | 25                   |
| Жінки    | 129     | 20                 | 69               | 40                   |
| Разом    | 261     | 44                 | 152              | 65                   |